# Шарлота Билер
Шарлота Билер (Берлин, 20. децембар 1893 — Штутгарт, 3. фебруар 1974) била је немачки психолог, а претежно се бавила развојном психологијом и дечјом психоанализом.
Један је од оснивача савременог психолошког правца, хуманистичка психологија.
У Бечу је 1992. године основан Институт за практична истраживања о деци, назван њеним именом. Такође, од 1991. године се, са краћим прекидима, додељује награда за најбоље доприносе хуманистичкој психологији под називом Шарлота и Карл Билер. Спонзор награде је Друштво за хуманистичку психологију, под покровитељством Америчког психолошког друштва.

## Биографија
Рођена као Шарлота Берта Малаковски, у Берлину, одрасла је у јеврејској породици, као старија кћерка Хермана Малаковског и његове супруге Розе.
Након завршетка средње школе 1913. године, Шарлота Малаковски је студирала природне и хуманистичке науке на Универзитету у Фрајбургу и Универзитету у Берлину. Године 1918. докторирала је на Универзитету у Минхену са дисертацијом на тему О пореклу мисли. Те исте године отишла је у Дрезден да ради са Карлом Билером, где је наставила истраживања у области психологије за децу и омладину.
Удала се за Карла Билера 4. априла 1916. године. Њихова кћерка Ингеборг рођена је 1917. године, а њихов син Ролф 1919. године.
Следеће године, 1920. завршила је постдокторске студије на Техничком универзитету у Дрездену.
Године 1922, супружници Билер су отишли да раде на новооснованом Бечком психолошком институту.
Од 1923. године је  радила на Универзитету у Бечу где је 1929. напредовала на положају ванредног професора. У овој институцији која им је пружила лабораторију за истраживање, супружници Билер су блиско сарађивали. Током боравка у Бечу, Шарлота је кроз своја истраживања и публикације стекла међународни престиж што је довело до развоја „Бечке школе психологије за децу”.
Од 1933. до 1935. године Бечки институт стиче међународну репутацију као једини психолошки истраживачки центар на немачком језику, са истраживањем Шарлоте Билер о психологији детета и адолесцента.
Због Шарлотиног јеврејског порекла, породица је емигрирала преко Осла и Лондона у Сједињене Државе. У јануару 1938. Карлу и Шарлоти Билер био је понуђен посао професора на Универзитету Фордхам у Њујорку, међутим, Карл је прихватио посао професора у Сент Полу – Минесота, а Шарлота је остала на Универзитету у Ослу као професор. Тек након хитног захтева њеног супруга, она је 1940. емигрирала у Сент Пол у САД, где је стигла непосредно пре инвазије Норвешке.
Године 1942, је прихватила позицију вишег психолога у Општој болници Минеаполис. Тамо се Шарлота Билер окреће клиничкој психологији, као и запошљавању одраслих, а такође ради и као психотерапеут. Кроз њен ангажман са животном психологијом, она значајно доприноси успостављању геронтопсихологије као самосталне дисциплине. Заједно са Масловом, Роџерсом и Голдштајном основала је хуманистичку психологију.
Године 1945, постала је амерички држављанин и преселила се у Лос Анђелес, Калифорнија, као главни психолог у болници. На тој позицији је остала до пензионисања, 1958. године.
Шарлота се из Северне Америке вратила 1971. године, да живи у Штутгарту, где је умрла у 80. години живота.